# محمد شياع السوداني
محمد شياع صبار حاتم السوداني (ولد في 4 مارس 1970) سياسي عراقي ورئيس مجلس وزراء العراق. تولّى سابقاً منصب وزير العمل والشؤون الاجتماعية في حكومة حيدر العبادي، ووزير الصناعة بالوكالة منذ عام 2016، وشغل لفترة منصب وزير التجارة بالوكالة بعد إنهاء مهام الوزير السابق ملاس محمد عبد الكريم الكسنزاني، كما شغل منصب وزير حقوق الإنسان العراقي في حكومة المالكي الثانية للفترة من 2010 إلى 2014. تقلّد منصب محافظ ميسان للفترة من 2009 إلى 2010. استقال من حزب الدعوة الإسلامية - تنظيم العراق ومن ائتلاف دولة القانون في كانون الأول سنة 2019.

## عن حياته
ولد في مدينة بغداد عام 1970، وعند بلوغه العاشرة من عمره في عام 1980 أعدم النظام الحاكم في عهد الرئيس صدام حسين والدهُ وخمسة من أفراد عائلته لانتمائهم إلى حزب الدعوة الإسلامية المحظور في حينها. شارك في الانتفاضة الشعبانية عام 1991 وبسبب الظروف والمضايقات الأمنية انتقل للسكن في بغداد لمدة ثلاث سنين لحين إكمال دراسته الجامعية. وهو متزوج ولديهِ أربعة أولاد.
حاصل على شهادة بكالوريوس في العلوم الزراعية من كلية الزراعة جامعة بغداد، وشهادة ماجستير في إدارة المشاريع.
عُيّن في عام 1997 في مديرية زراعة ميسان حيث أوكلت اليه مسؤوليات منها مسؤول زراعة ناحية كميت وعلي الشرقي وقسم الإنتاج النباتي والمهندس المشرف في البرنامج الوطني للبحوث مع منظمة الفاو التابعة للأمم المتحدة.
بعد الاحتلال الأمريكي للعراق عام 2003 نُصِّب السوداني منسقًا بين الهيئة المشرفة على إدارة محافظة ميسان وسلطة الائتلاف المؤقتة. في عام 2004 تقلد منصب قائم مقام مدينة العمارة مركز محافظة ميسان وأكبر مدنها. انتخب بعدها السوداني عضوا في مجلس محافظة ميسان مرشحاً عن قائمة حزب الدعوة في عام 2005 واعيد انتخابه في عام 2009.

## المسيرة المهنية

### البدايات المهنية
في عام 1997، عُيّن السوداني في مكتب زراعة محافظة ميسان. ثم شغل عدّة مناصب عليا في المكتب، مثل رئيس دائرة الزراعة، ورئيس دائرة زراعة قضاء علي الشرقي، ورئيس دائرة الإنتاج الزراعي. كما عمل مهندسًا مشرفًا في البرنامج الوطني للأبحاث مع منظمة الأغذية والزراعة.

### البدايات السياسية
بعد غزو العراق عام 2003، عمل السوداني منسقًا بين إدارة محافظة ميسان والسلطة الانتقالية للتحالف. في عام 2004 عُيّن عمدةً لمدينة العمارة، وفي انتخابات مجالس المحافظات 2005 انتُخب عضوًا في مجلس محافظة ميسان. ثم أعيد انتخابه في انتخابات محافظة ميسان 2009 وعُيّن محافظًا لميسان.

### وزير حقوق الإنسان
عُيّن السوداني وزيرًا لحقوق الإنسان بقرار من رئيس الوزراء نوري المالكي بعد الانتخابات البرلمانية 2010، وحاز موافقة البرلمان في 21 ديسمبر 2010.
كانت مهمّة وزارته الكشف عن مقابر جماعية في العراق التي حصلت خلال حكم صدام حسين. وقد تم العثور على مقبرتين عام 2011، إحداهما في الأنبار وأخرى في الديوانية.
خلال عام 2011، ترأس لفترة وجيزة «اللجنة العليا لإزالة البعث» (المعروفة أيضًا بلجنة العدالة والمحاسبة)، التي كانت تملك سلطة عزل الموظفين الحكوميين المرتبطين بحزب البعث. كما نسّق مع وزارة الهجرة لمساعدة العراقيين المقيمين في سوريا على العودة إلى العراق خلال الحرب الأهلية السورية.
عُيّن وزيرًا للحقوق الإنسان في أغسطس 2014 عندما قُتل وآُبدِي آلاف من الإيزيديين في مجزرة سنجار على يد تنظيم الدولة الإسلامية، ووصفها بأنها «فظاعة وحشية» وأن على المجتمع الدولي «اتخاذ موقف حاسم ضدّ داعش وبدء الحرب عليها لوقف الإبادات والفظائع ضد المدنيين». وطالب مجلس حقوق الإنسان التابع للأمم المتحدة بإطلاق تحقيق في الجرائم التي ارتكبها التنظيم، واعتبر هذه الجرائم «إبادة جماعية» و«جرائم ضد الإنسانية».

### وزير العمل والشؤون الاجتماعية
عُيّن وزيرًا للعمل والشؤون الاجتماعية عام 2014، وخلفه في حقيبة حقوق الإنسان محمد مهدي أمين البياتي في أكتوبر 2014 عندما تشكّلت حكومة حيدر العبادي.

### وزير بالوكالة
خلال مسيرته السياسية، شغل السوداني وزارات بالوكالة في: الزراعة، المالية، الهجرة والمهجّرين، الصناعة والمعادن، والتجارة.

### العراق في عهد محمد شياع السوداني

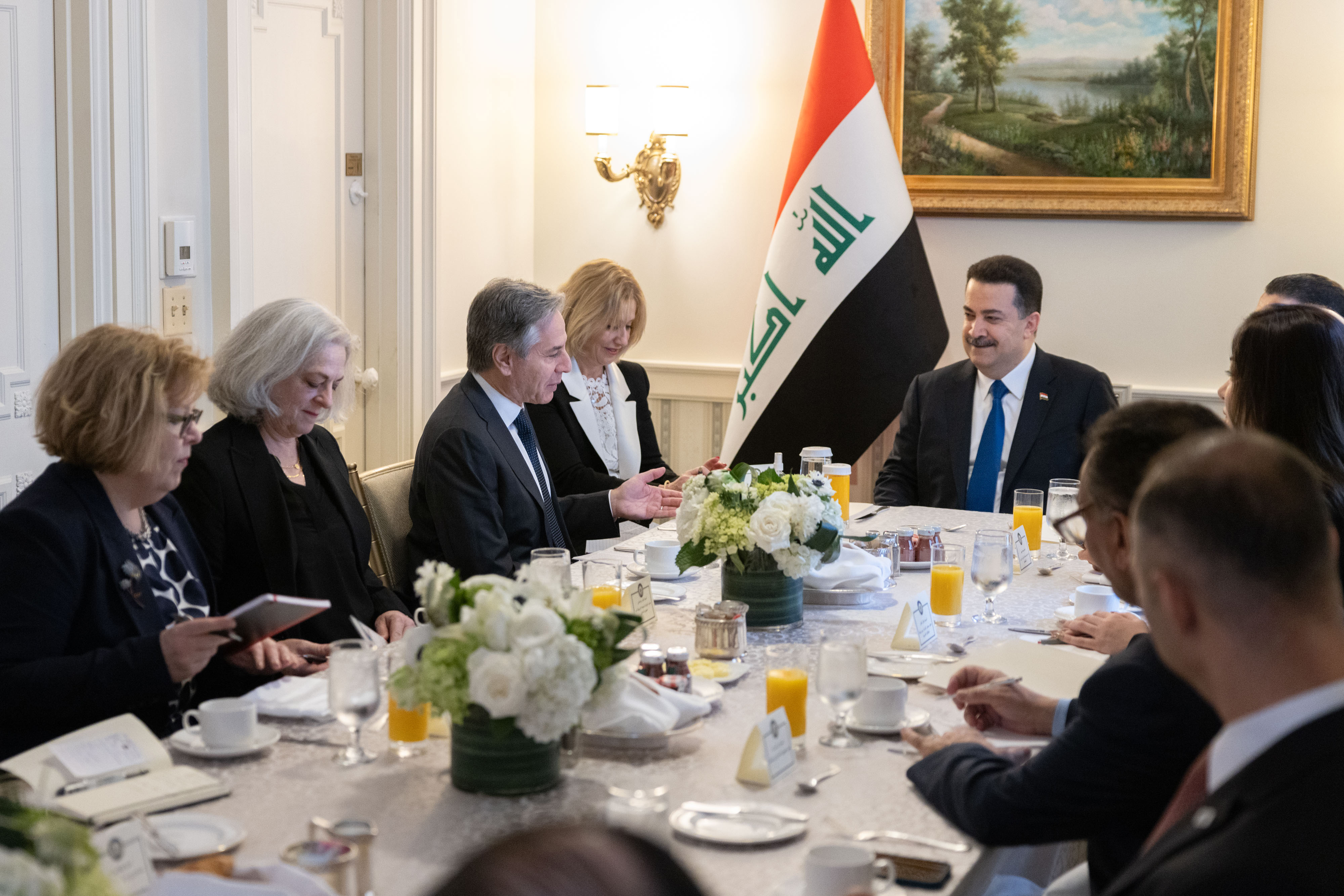
محمد شياع السوداني مع وزير الخارجية الأمريكي أنطوني بلينكن (أبريل 2024)

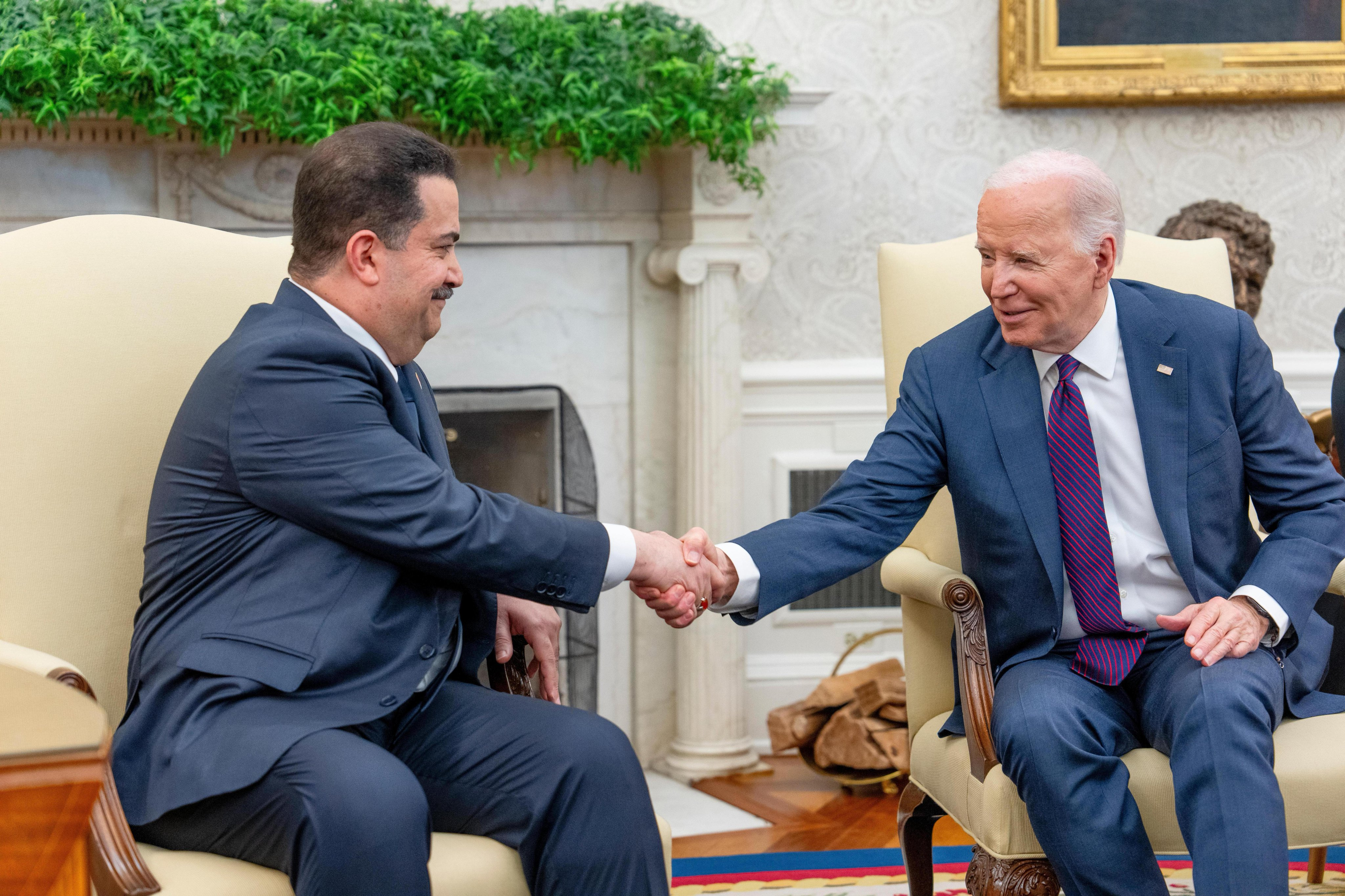
محمد شياع السوداني مع الرئيس الأمريكي جو بايدن (أبريل 2024)

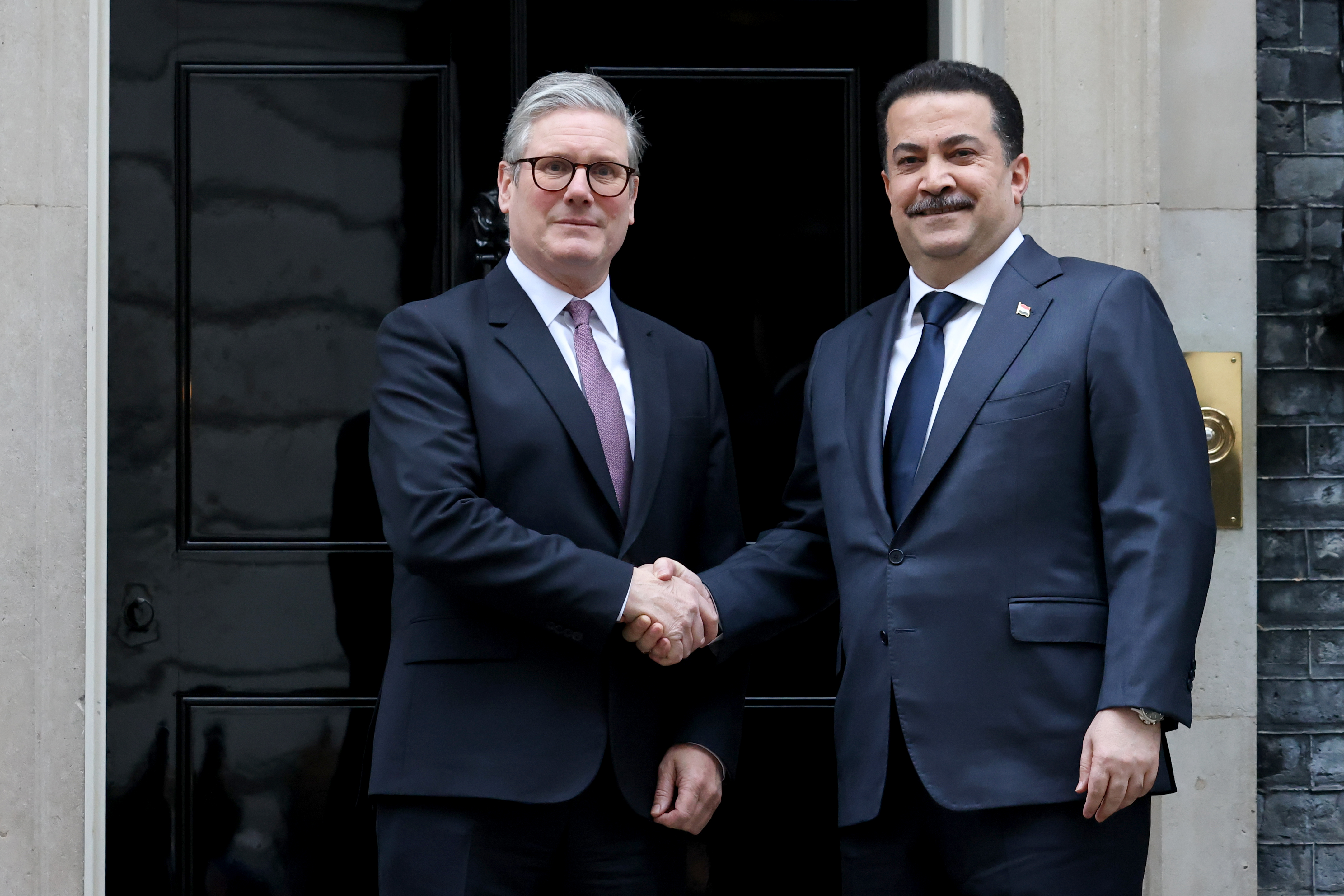
محمد شياع السوداني مع رئيس وزراء المملكة المتحدة كير ستارمر (يناير 2025)

في مايو 2022 رشّحت «الإطار التنسيقي» محمد شياع السوداني لمنصب الرئيس لإنهاء الأزمة السياسية، وتمكّن من تشكيل الحكومة التي حاز عليها موافقة مجلس النواب في 27 أكتوبر 2022.
في يناير 2023، دافع في مقابلة مع «وول ستريت جورنال» عن بقاء القوات الأمريكية في العراق دون تحديد جدول انسحاب.
ذكر «ذي إيكونوميست» ارتباطه بـالحشد الشعبي، وزادت نفوذ الفصائل خلال ولايته مع تخصيص ميزانية بلغت 2.7 مليار دولار وإضافة 116,000 منتسب جديد للحشد.
في 20 يوليو 2023، استدعى السفير السويدي في بغداد وألغى تصاريح عمل الشركات السويدية بعد السماح بحرق مصحف في ستوكهولم.
في 10 أكتوبر 2023 زار موسكو والتقى بالرئيس الروسي فلاديمير بوتين، وفي 21 أكتوبر دعا إلى وقف إطلاق النار في حرب غزة.
في نوفمبر 2023 وصف هجوم حماس على إسرائيل بأنه نتيجة «سياسات إجرامية طويلة الأمد للنظام الصهيوني ضد شعب غزة».
في فبراير 2024، التقى المستشار الألماني أولاف شولتس في مؤتمر ميونخ للأمن.
في أبريل 2024 ندّد بالقصف الإسرائيلي لسفارة إيران في دمشق، وزار الولايات المتحدة والتقى بالرئيس بايدن، واستقبل الرئيس التركي رجب طيب أردوغان موقعًا «طريق تنمية العراق».
في مايو 2024 حضر مراسم تأبين الرئيس الإيراني الراحل إبراهيم رئيسي في طهران.
في سبتمبر 2024 في الجمعية العامة للأمم المتحدة ندّد بالغارات الإسرائيلية على لبنان وعقد لقاءات ثنائية.
خلال هجمات المعارضة السورية في عام 2024، اعتبر أن «ما يحدث في سوريا يخدم إسرائيل»، لكنه تجنّب التدخل العسكري على جانب النظام رغم الضغوط.
في أبريل 2025 قام بزيارة سرية إلى قطر والتقى بالرئيس الانتقالي السوري أحمد الشرع وأمير قطر تميم بن حمد آل ثاني.